# (6881) Shifutsu
(6881) Shifutsu ist ein Asteroid des Hauptgürtels, der am 31. Oktober 1994 vom japanischen Astronomen Takao Kobayashi am Oizumi-Observatorium (IAU-Code 411) in der Präfektur Gunma entdeckt wurde.
Der Asteroid wurde am 6. Oktober 2003 nach dem Mount Shifutsu benannt, einem 2228 m hohen Berg westlich des Nikkō-Nationalparks in der Region Kantō auf der japanischen Insel Honshū.
Der Asteroid ist Mitglied der Koronis-Familie, einer Gruppe von Asteroiden, die nach (158) Koronis benannt ist.